# Frank-Loebsches Haus
Das Frank-Loebsche Haus ist ein historisches Gebäude in Landau in der Pfalz. Das Haus ist ein dreigeschossiger Vierflügelbau mit Laubengängen. Benannt ist es nach dem ehemaligen Besitzer, der jüdischen Familie Frank-Loeb.

## Baugeschichte
Über die Baugeschichte ist wenig bekannt. Vermutlich wurde das Haus zwischen dem 15. und 17. Jahrhundert errichtet.

## Nutzung
Zunächst befand sich das Haus in Privatbesitz, zuletzt in Besitz einer Wirtsfamilie, die hier die „Wirtschaft zur Blum[e]“ betrieb. Im Jahr 1870 erwarb Zacharias Frank, ein Urgroßvater Anne Franks das Gebäude als Wohnhaus. Während der Zeit des Nationalsozialismus wurde die jüdische Familie Frank-Loeb enteignet und das Haus in der Kaufhausgasse als Judenhaus verwendet.
Nach dem Zweiten Weltkrieg befand es sich zunächst in Privatbesitz, wurde jedoch 1987 an die Stadt verkauft und wird seitdem als Kunst- und Ausstellungsgebäude genutzt. Zudem befindet sich das Frank-Loeb-Institut und die Abteilung Politikwissenschaft des Instituts für Sozialwissenschaften der Rheinland-Pfälzischen Technischen Universität Kaiserslautern-Landau (Campus Landau) in diesem Gebäude. Das Haus gilt in der Landauer Gesellschaft als Inbegriff der jüdischen Kultur vor der Zeit des Nationalsozialismus.
Darüber hinaus ist im Gebäude die Friedensakademie Rheinland-Pfalz untergebracht.

## Frank-Loeb-Institut der RPTU
Das Frank-Loeb-Institut (FLI) ist eine besondere wissenschaftliche Einrichtung der Rheinland-Pfälzischen Technischen Universität Kaiserslautern-Landau (RPTU).
Das Institut organisiert Diskussionsveranstaltungen und Vorträge sowohl zu tagespolitischen Themen wie auch zu übergeordneten gesellschaftlichen Fragen.

### Aufgaben und Zielsetzung
Das Frank-Loeb-Institut widmet sich der Förderung politischer Bildung, der Wissenschaftsvermittlung und des gesellschaftlichen Dialogs. Das Institut kommt somit einer Aufgabe nach, die neben klassischer Forschung und Lehre als „Third Mission“ der Universitäten bezeichnet wird: der Wissenstransfer in die Gesellschaft hinein.
Das FLI organisiert öffentliche Veranstaltungen mit Persönlichkeiten aus Wissenschaft, Politik und Justiz, um dieser Aufgabe gerecht zu werden.
Die zentralen Veranstaltungsreihen des Instituts sind:
- Hambacher Gespräche (in Kooperation mit der Stiftung Hambacher Schloss und die Landeszentrale für Politische Bildung Rheinland-Pfalz)
- Landauer Akademiegespräche (in Kooperation mit der Evangelischen Akademie der Pfalz und der Stadt Landau)

Diese Veranstaltungen haben das Ziel, überregionale und internationale Themen und Persönlichkeiten in Kontakt zu Bürgern zu bringen. Zu jährlich wechselnden Themen kommen Experten aus der Politikwissenschaft und angrenzenden Fachgebieten mit Personen des öffentlichen Lebens ins Gespräch.
Bekannte Gäste:
- Peter Altmaier
- Norman Thatcher Scharpf
- Margot Käßmann
- Udo Di Fabio
- Karl-Rudolf Korte
- Ralf-Uwe Beck
- Kurt Beck
- Jürgen Trittin
- Marlene Engelhorn

### Frank-Loeb Gastprofessur
Im Zusammenarbeit mit dem Präsidium der RPTU vergibt das FLI regelmäßig die Frank-Loeb Gastprofessur. Es ehrt damit Persönlichkeiten, die sich um Politikvermittlung und internationale Verständigung besonders verdient gemacht haben.
Bisherige Träger:
- Alfred Grosser (2009)
- Klaus Töpfer (2010)
- Wolfgang Huber (2011)
- Gesine Schwan (2013)
- Ulrich Wickert (2015)
- Petra Gerster (2022)
- Martin Schulz[2] (2024)

### Geschichte
Gegründet wurde das Institut 1997 und dient als Ausdruck der engen Verbindung zwischen Universität, Stadt und Region. Seit 2009 besitzt das Institut den Status einer „besonderen wissenschaftlichen Einrichtung“ gemäß § 96 des Hochschulgesetzes Rheinland-Pfalz. Das FLI ist eng an die Abteilung Politikwissenschaft der RPTU in Landau angebunden.

### Leitung und Organisation
Gründungsdirektor des Instituts war Ulrich Sarcinelli. Aktuell wird das Institut von der wissenschaftlichen Direktorin Manuela Glaab geleitet, unterstützt durch den Geschäftsführer Hans-Ludwig Buchholz.
Die Arbeit des FLI wird durch einen Trägerverein unterstützt, dem der Oberbürgermeister der Stadt Landau und das Präsidium der Universität im Wechsel vorstehen. Weitere Kooperationspartner und Einzelpersonen sind ebenfalls im Verein aktiv.